# Чому в ялинки колючі хвоїнки
«Чому в ялинки колючі хвоїнки» — радянський мультфільм 1973 року Творчого об'єднання художньої мультиплікації студії «Київнаукфільм».

## Над мультфільмом працювали
- Автор сценарію: В. Лещенко
- Режисер: Ніна Василенко
- Композитор: Леонід Вербицький
- Художники-постановники: Ніна Йорк, Наталія Горбунова
- Оператор: Анатолій Гаврилов
- Звукооператор: Ізраїль Мойжес
- Художники-мультиплікатори: Олександр Вікен, Михайло Титов, Ніна Чурилова, Ельвіра Перетятько, Костянтин Чикін, Євген Сивокінь
- Асистенти: Тетяна Черні, Ольга Дьомкіна, Анатолій Назаренко, Юна Срібницька
- Редактор: Андрій Топачевський
- Директор картини Іван Мазепа